# 키친 파이터
《올리브쇼 2012 - 키친 파이터》는 2012년에 Olive에서 방송된 셀럽 쿠킹 배틀 프로그램이다.